# Lovenia cordiformis
Lovenia cordiformis is een zee-egel uit de familie Loveniidae.
De wetenschappelijke naam van de soort werd in 1872 gepubliceerd door Alexander Agassiz.